# Berrington (Shropshire)
Berrington – wieś w Anglii, w hrabstwie Shropshire. Leży 7 km na południowy wschód od miasta Shrewsbury i 218 km na północny zachód od Londynu. W 2001 miejscowość liczyła 30 mieszkańców.